# Башуцкий, Александр Данилович
Александр Данилович Башуцкий (1792 — 8 [20] февраля 1877, Санкт-Петербург) — русский юрист, сенатор, член Верховного уголовного суда по делу Каракозова. Действительный тайный советник.
Племянник Павла Яковлевича Башуцкого, двоюродный брат Александра Павловича Башуцкого.

## Биография
Происходил из дворян Черниговской губернии. Родился в декабре 1792 года в семье представителя польского шляхетского рода Башуцких, тайного советника Данилы Яковлевича Башуцкого (1759 — 10.01.1845).
В 1804—1809 годах учился в Пажеском корпусе, после окончания которого в чине коллегии-юнкера 20 апреля 1809 года был определён к главному командиру Черноморского флота, маркизу де Траверсе для исполнения разных поручений; 14 мая 1811 года был прикомандирован к департаменту Морского министерства; 28 февраля 1812 года получил чин титулярного советника.
В 1812 году переведён столоначальником в военно-учёный комитет Военного министерства; 8 октября 1815 года был определён правителем канцелярии в инспекторский департамент министерства; 20 марта 1816 года переведён секретарём в канцелярию вице-директора департамента Военного министерства.
С 29 марта 1825 года был чиновником особых поручений при Министре юстиции с откомандированием к обер-прокурору 4-го департамента Правительствующего Сената.
Был членом Союза благоденствия, но после 1821 года в тайных организациях участия не принимал и к следствию по восстанию декабристов не стал привлекаться.
В 1833 году был назначен помощником статс-секретаря Государственного совета в департаменте Царства Польского в Санкт-Петербурге; 22 января 1835 года ему было повелено исправлять должность статс-секретаря в Государственном Совете по департаменту гражданских и духовных дел. 
С 31 декабря 1835 года — действительный статский советник, с 1 января 1843 года — тайный советник и член консультации при Министерстве юстиции. С 10 октября 1843 года был назначен сенатором.
С 26 марта 1860 года — первоприсутствующий в 4-м департаменте Правительствующего Сената; 1 января 1863 года получил чин действительного тайного советника; с 16 апреля 1866 года был первоприсутствующим сенатором в гражданском кассационном департаменте и общем собрании кассационных департаментов Сената. 
С 28 июня по 5 октября 1866 года состоял в числе членов Верховного уголовного суда над Д. В. Каракозовым.
Был награждён многими российскими орденами, старший из которых — орден Святого Владимира 1-й степени — получил 7 ноября 1868 года, в воздаяние 25-летнего служения в звании сенатора. В этот же день, согласно прошению, был уволен от должности первоприсутствующего 4 департамента Правительствующего Сената, с повелением ему присутствовать в общем собрании 1, 2 и 3 департаментов и департамента герольдии.
Умер 8 (20) февраля 1877 года в Санкт-Петербурге. Похоронен в Воскресенском Новодевичьем монастыре.